# Zaleszovói járás
A Zaleszovói járás (oroszul Залесовский район) Oroszország egyik járása az Altaji határterületen. Székhelye Zaleszovo.

A Zaleszovói járás az Altaji határterületen

## Népesség
- 1989-ben 20 405 lakosa volt.
- 2002-ben 17 714 lakosa volt, melyből 15 164 orosz, 1 325 mordvin, 728 német, 152 ukrán, 77 csuvas, 38 fehérorosz, 36 örmény, 33 tatár stb.
- 2010-ben 15 074 lakosa volt.